# Manfred P. Straube
Manfred P. Straube (* 6. Oktober 1944 in Wien; † 16. Oktober 2024 ebenda) war ein österreichischer Rechtswissenschaftler.

## Leben
Von 1962 bis 1967 studierte er Rechtswissenschaften an der Universität Wien (Promotion zum Dr. iur.) und von 1966 bis 1968 Wirtschaftswissenschaften an der Universität Wien. Nach der Habilitation 1975 an der Technischen Hochschule Wien war er dort ab September 1977 außerordentlicher Universitätsprofessor für Handels- und Wertpapierrecht an der Fakultät für Raumplanung und Architektur. Von 2002 bis 2010 war er Universitätsprofessor am Institut für Unternehmens- und Wirtschaftsrecht der rechtswissenschaftlichen Fakultät der Universität Wien. Er war maßgeblich an der Schaffung des ersten postgradualen interdisziplinären Aufbaustudiums aus Betriebs-, Rechts- und Wirtschaftswissenschaften (BRW) an der TU Wien beteiligt, das er viele Jahre erfolgreich leitete. In diesem Sinne war er auch wesentlich an der Gründung der Donau-Universität Krems beteiligt. Im Jahr 1995 übernahm er die Jean-Monnet-Professur für Europarecht an der Donau-Universität Krems, wo er bis 2008 maßgeblich an der Entwicklung der Programme EURAS, EUROJUS, LL.M., MLS und MA beteiligt war. Er war Präsident der österreichischen Sektion der Weltorganisation für Versicherungsrecht AIDA und Mitglied ihres International Presidential Council. Das erste österreichische LL.M.-Programm geht auf seine Initiative zurück.
Seine Forschungsschwerpunkte waren allgemeines Unternehmensrecht, Österreichisches und Europäisches Gesellschaftsrecht, Versicherungsrecht, Bauvertragsrecht, Produkthaftungsrecht, Technologierecht und europäisches Wirtschaftsrecht. Er wurde nicht zuletzt bekannt als Herausgeber der beiden Standard-Großkommentare zum Unternehmensgesetzbuch (erster österreichischer handelsrechtlicher Kommentar überhaupt) und zum Gesetz über Gesellschaften mit beschränkter Haftung.
Seit 1965 war er Mitglied der katholischen Studentenverbindung KaV Norica Wien im ÖCV. Er wurde am Grinzinger Friedhof bestattet.

## Schriften (Auswahl)
- Zwischenbetriebliche Kooperation. Wiesbaden 1972, ISBN 3-409-39262-9.
- Die Gesellschaft mit beschränkter Haftung. 1. Auflage 1977, 8. Auflage Wien 2004, ISBN 3-7007-2966-9.
- mit Roman Alexander Rauter und Thomas Ratka: Die Aufsichtsratsgeschäftsordnung. Geschäftsordnungsmuster. Wien 2006, ISBN 3-7007-3534-0.
- mit Erwin Gisch und Arlinda Berisha: Österreichisches Versicherungsvertragsrecht. Wien 2019, ISBN 3-214-12497-8.

## Herausgeberschaft (Auswahl)
- Kommentar zum Handelsgesetzbuch (1. Auflage 1987; nun unter der Bezeichnung Wiener Kommentar zum Unternehmensgesetzbuch; seit 2015 fortgeführt gemeinsam mit Thomas Ratka und Roman Alexander Rauter)
- Wiener Kommentar zum GmbHG (1. Auflage 2008; seit 2015 fortgeführt gemeinsam mit Thomas Ratka und Roman Alexander Rauter)
- Fachwörterbuch zum Handels- und Gesellschaftsrecht. Wien 2005
- Handbuch Bauvertrags- und Bauhaftungsrecht. Wien 2000 (gemeinsam mit Josef Aicher; Folgeauflagen auch gemeinsam mit Thomas Ratka und Roman Alexander Rauter)

## Auszeichnungen
- Großes Silbernes Ehrenzeichen für Verdienste um die Republik Österreich
- Silbernes Komturkreuz des Ehrenzeichens für Verdienste um das Land Niederösterreich
- Ehrensenator der Donau-Universität Krems
- Jean Monnet Professor für Europarecht